# Tallusia bicristata
Tallusia bicristata là một loài nhện trong họ Linyphiidae.
Loài này thuộc chi Tallusia. Tallusia bicristata được Pekka T. Lehtinen & Michael Ilmari Saaristo miêu tả năm 1972.